# Agrón
Agrón er en by og kommune i det sydøstlige Spanien i provinsen Granada. Den har et indbyggertal på 244 (2024) indbyggere.